# Biên độ

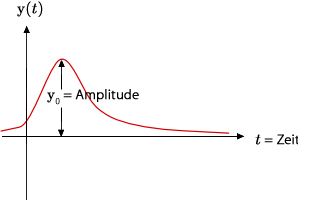
Biên độ

Biên độ (tiếng Anh: amplitude) là thước đo sự thay đổi của một biến tuần hoàn trong một chu kỳ (chẳng hạn như thời gian hoặc chu kỳ không gian). Biên độ của tín hiệu không tuần hoàn là cường độ của nó so với giá trị tham chiếu. Có nhiều định nghĩa khác nhau về biên độ, tất cả đều là hàm số về độ lớn của sự khác biệt giữa các giá trị cực trị của biến. Trong các văn bản cũ hơn, pha của hàm tuần hoàn đôi khi được gọi là biên độ.